# 고질량 엑스선 쌍성
고질량 엑스선 쌍성(high-mass X-ray binary, HMXB)은 항성계 구성원 중 한 쪽이 중성자별이거나 블랙홀인 경우에 해당되는 쌍성계를 말한다. 다른 쪽 별은 보통 비이형 별이거나 청색 초거성이다. 반성에서 흘러나오는 항성풍 입자는 중성자별 또는 블랙홀의 중력에 이끌려 천체의 표면으로 낙하하면서 엑스선을 방출한다.
고질량 엑스선 쌍성계에서 비이형 별이나 초거성 측은 가시광선 방출량의 대부분을 차지한다. 그러나 중성자별 혹은 블랙홀 쪽에서는 엑스선을 주로 뿜어낸다. HMXB의 대표적인 예로는 백조자리 X-1을 들 수 있으며 이 쌍성계는 항성 수준 질량의 블랙홀이 최초로 발견된 사례이다.

## 같이 보기
- 엑스선 쌍성
- 저질량 엑스선 쌍성